# Tetiana Wołosożar
Tetiana Andrijiwna Wołosożar, ukr. Тетяна Андріївна Волосожар, ros. Татья́на Андре́евна Волосожа́р Tatjana Andriejewna Wołosożar (ur. 22 maja 1986 w Dniepropetrowsku) – ukraińska łyżwiarka figurowa reprezentująca Rosję, startująca w parach sportowych z Maksimem Trańkowem. Dwukrotna mistrzyni olimpijska z Soczi (2014, w parach sportowych i drużynowo), mistrzyni (2013) i dwukrotna wicemistrzyni świata (2011, 2012), 4-krotna mistrzyni Europy (2012–2016), zwyciężczyni finału Grand Prix (2012), 5-krotna mistrzyni Ukrainy (2004, 2005, 2007, 2008, 2010) oraz trzykrotna mistrzyni Rosji (2011, 2013, 2016).
Po zmianie przepisów w punktacji zawodów łyżwiarskich w 2018 roku, do Wołosożar i Trańkowa należy historyczny rekord świata (GOE±3) par sportowych w kategorii seniorów: za program krótki (162,86 pkt).

## Życie prywatne
Tetiana Wołosożar urodziła się w Dniepropetrowsku w ówczesnym ZSRR. W lutym 2015 r. Wołosożar i jej partner sportowy Maksim Trańkow ogłosili swoje zaręczyny. Ich ślub odbył się 18 sierpnia 2015 r. We wrześniu 2016 r. Wołosożar i Trańkow ogłosili przerwanie swojej kariery sportowej ze względu na ciążę Tetiany. Ich córka Anżelika przyszła na świat 16 lutego 2017 r. W czerwcu 2021 roku na świat przyszedł ich syn Tieodor.

## Kariera
Wołosożar rozpoczęła współpracę z rosyjskim łyżwiarzem Maksimem Trańkowem w maju 2010 r. Ukraińska federacja potwierdziła, że w ich kraju nie ma możliwości znalezienia dla niej partnera z którym mogłaby występować na wysokim poziomie dlatego Wołosożar otrzymała pozwolenie na reprezentowanie Rosji. W późniejszych wywiadach Trańkow przyznał, że był zainteresowany współpracą z Wołosożar już od 2006 r.

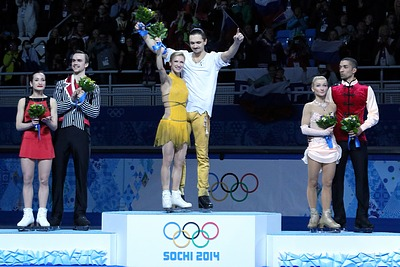
Dekoracja kwiatowa po zdobyciu złotego medalu na igrzyskach olimpijskich w 2014 r.

Na igrzyskach olimpijskich w 2014 r. w Soczi, Wołosożar i Trańkow reprezentowali Rosję zarówno w zawodach drużynowych jak i w konkurencji par sportowych. W pierwszym, historycznym konkursie drużynowym zaprezentowali program krótki, który wygrali z notą 83.79 pkt i przewagą 10.69 pkt nad drugą parą z Kanady. 9 lutego 2014 r. wraz z reprezentacją Rosji wywalczyli swój pierwszy złoty medal olimpijski. W konkurencji par sportowych ustanowili rekord świata w programie krótkim z notą 84.17 pkt. Następnego dnia wygrali program dowolny (152.69 pkt) i zdobyli drugi tytuł mistrzów olimpijskich z przewagą 18.18 pkt nad rodakami Ksieniją Stołbową i Fiodorem Klimowem.
W listopadzie 2017 r. Wołosożar i Trańkow potwierdzili, że nie będą bronić złotego medalu olimpijskiego na igrzyskach olimpijskich w 2018 r. w Pjongczangu na ze względów rodzinnych (narodziny ich córki w lutym 2017 r.).

## Osiągnięcia

### Z Maksimem Trańkowem (Rosja)

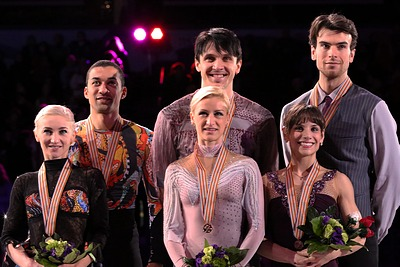
Wołosożar i Trańkow (pośrodku) ze złotym medalem mistrzostw świata 2013

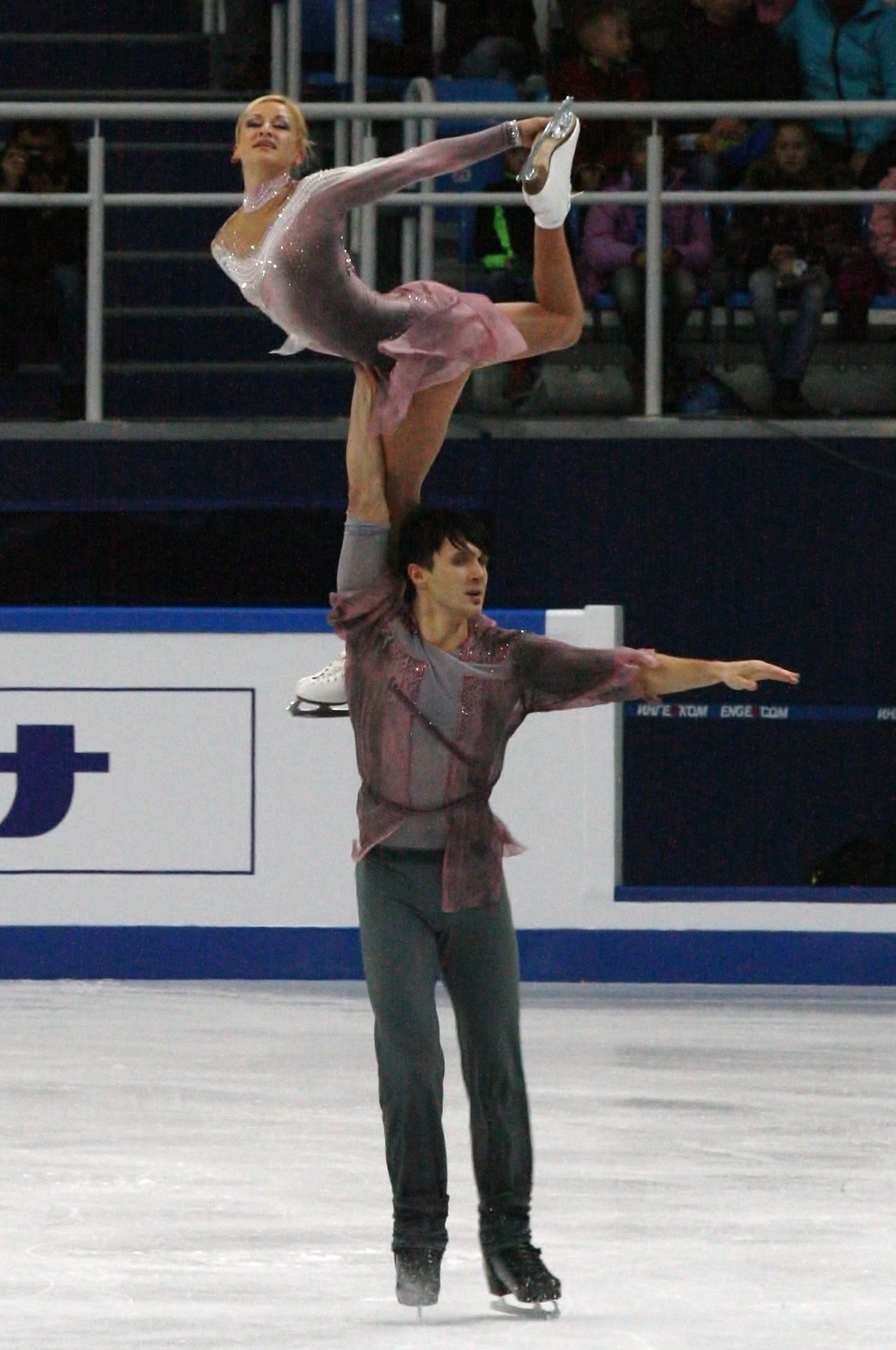
Wołosożar i Trańkow wykonujący podnoszenie podnoszenie ręka-ręka podczas finału Grand Prix 2012

| Zawody                        | 10–11          | 11–12          | 12–13          | 13–14          | 14–15          | 15–16          |                |                |                |                |                |                |                |                |                |                |                |
| Międzynarodowe                | Międzynarodowe | Międzynarodowe | Międzynarodowe | Międzynarodowe | Międzynarodowe | Międzynarodowe | Międzynarodowe | Międzynarodowe | Międzynarodowe | Międzynarodowe | Międzynarodowe | Międzynarodowe | Międzynarodowe | Międzynarodowe | Międzynarodowe | Międzynarodowe | Międzynarodowe |
| ----------------------------- | -------------- | -------------- | -------------- | -------------- | -------------- | -------------- | -------------- | -------------- | -------------- | -------------- | -------------- | -------------- | -------------- | -------------- | -------------- | -------------- | -------------- |
| Igrzyska olimpijskie          |                |                |                | 1              |                |                |                |                |                |                |                |                |                |                |                |                |                |
| Mistrzostwa świata            | 2              | 2              | 1              |                |                | 6              |                |                |                |                |                |                |                |                |                |                |                |
| Mistrzostwa Europy            |                | 1              | 1              | 1              |                | 1              |                |                |                |                |                |                |                |                |                |                |                |
| GP Finał Grand Prix           |                | 2              | 1              | 2              |                |                |                |                |                |                |                |                |                |                |                |                |                |
| GP Cup of China               |                |                |                |                | WD             |                |                |                |                |                |                |                |                |                |                |                |                |
| GP NHK Trophy                 |                |                |                | 1              |                | WD             |                |                |                |                |                |                |                |                |                |                |                |
| GP Rostelecom Cup             |                |                | 1              |                |                |                |                |                |                |                |                |                |                |                |                |                |                |
| GP Skate America              |                |                | 1              | 1              | WD             |                |                |                |                |                |                |                |                |                |                |                |                |
| GP Skate Canada International |                | 1              |                |                |                |                |                |                |                |                |                |                |                |                |                |                |                |
| GP Trophée Éric Bompard       |                | 1              |                |                |                | 1              |                |                |                |                |                |                |                |                |                |                |                |
| CS Nebelhorn Trophy           |                | 1              | 1              | 1              |                | 1              |                |                |                |                |                |                |                |                |                |                |                |
| Memoriał Ondreja Nepeli       |                | 1              |                |                |                |                |                |                |                |                |                |                |                |                |                |                |                |
| Mont Blanc Trophy             | 1              |                |                |                |                |                |                |                |                |                |                |                |                |                |                |                |                |
| Krajowe                       |                |                |                |                |                |                |                |                |                |                |                |                |                |                |                |                |                |
| Mistrzostwa Rosji             | 1              |                | 1              |                |                | 1              |                |                |                |                |                |                |                |                |                |                |                |
| Zawody zespołowe              |                |                |                |                |                |                |                |                |                |                |                |                |                |                |                |                |                |
| Igrzyska olimpijskie          |                |                |                | 1 T 1 P        |                |                |                |                |                |                |                |                |                |                |                |                |                |
| World Team Trophy             |                |                | 4 T 1 P        |                |                |                |                |                |                |                |                |                |                |                |                |                |                |

### Ze Stanisławem Morozowem (Ukraina)
| Zawody                  | 04–05          | 05–06          | 06–07          | 07–08          | 08–09          | 09–10          |                |                |                |                |                |                |                |                |                |                |                |
| Międzynarodowe          | Międzynarodowe | Międzynarodowe | Międzynarodowe | Międzynarodowe | Międzynarodowe | Międzynarodowe | Międzynarodowe | Międzynarodowe | Międzynarodowe | Międzynarodowe | Międzynarodowe | Międzynarodowe | Międzynarodowe | Międzynarodowe | Międzynarodowe | Międzynarodowe | Międzynarodowe |
| ----------------------- | -------------- | -------------- | -------------- | -------------- | -------------- | -------------- | -------------- | -------------- | -------------- | -------------- | -------------- | -------------- | -------------- | -------------- | -------------- | -------------- | -------------- |
| Igrzyska olimpijskie    |                | 12             |                |                |                | 8              |                |                |                |                |                |                |                |                |                |                |                |
| Mistrzostwa świata      | 10             | 10             | 4              | 9              | 6              |                |                |                |                |                |                |                |                |                |                |                |                |
| Mistrzostwa Europy      | 5              |                | 5              | 4              | 4              | 4              |                |                |                |                |                |                |                |                |                |                |                |
| GP Finał Grand Prix     |                |                |                |                | 4              |                |                |                |                |                |                |                |                |                |                |                |                |
| GP Cup of China         |                |                |                |                | 2              | 3              |                |                |                |                |                |                |                |                |                |                |                |
| GP NHK Trophy           |                |                |                | 4              |                |                |                |                |                |                |                |                |                |                |                |                |                |
| GP Cup of Russia        | 5              |                |                |                | 3              |                |                |                |                |                |                |                |                |                |                |                |                |
| GP Skate America        |                |                |                |                |                | 2              |                |                |                |                |                |                |                |                |                |                |                |
| GP Trophée Éric Bompard |                |                |                | 5              |                |                |                |                |                |                |                |                |                |                |                |                |                |
| Nebelhorn Trophy        |                |                |                |                | 3              | 2              |                |                |                |                |                |                |                |                |                |                |                |
| Memoriał Karla Schäfera |                | 1              |                |                |                |                |                |                |                |                |                |                |                |                |                |                |                |
| Zimowa Uniwersjada      | 2              |                | 2              |                |                |                |                |                |                |                |                |                |                |                |                |                |                |
| Krajowe                 |                |                |                |                |                |                |                |                |                |                |                |                |                |                |                |                |                |
| Mistrzostwa Ukrainy     | 1              |                | 1              | 1              |                | 1              |                |                |                |                |                |                |                |                |                |                |                |

### Z Petrem Charczenko (Ukraina)
| Zawody                                | 00–01          | 01–02          | 02–03          | 03–04          |                |                |                |                |                |                |                |                |                |                |                |                |                |
| Międzynarodowe                        | Międzynarodowe | Międzynarodowe | Międzynarodowe | Międzynarodowe | Międzynarodowe | Międzynarodowe | Międzynarodowe | Międzynarodowe | Międzynarodowe | Międzynarodowe | Międzynarodowe | Międzynarodowe | Międzynarodowe | Międzynarodowe | Międzynarodowe | Międzynarodowe | Międzynarodowe |
| ------------------------------------- | -------------- | -------------- | -------------- | -------------- | -------------- | -------------- | -------------- | -------------- | -------------- | -------------- | -------------- | -------------- | -------------- | -------------- | -------------- | -------------- | -------------- |
| Mistrzostwa świata                    |                |                | 17             | 14             |                |                |                |                |                |                |                |                |                |                |                |                |                |
| Mistrzostwa Europy                    |                |                | 7              |                |                |                |                |                |                |                |                |                |                |                |                |                |                |
| GP Cup of China                       |                |                |                | 7              |                |                |                |                |                |                |                |                |                |                |                |                |                |
| GP NHK Trophy                         |                |                |                | 6              |                |                |                |                |                |                |                |                |                |                |                |                |                |
| GP Cup of Russia                      |                |                | 9              |                |                |                |                |                |                |                |                |                |                |                |                |                |                |
| Międzynarodowe: Kategorie młodzieżowe |                |                |                |                |                |                |                |                |                |                |                |                |                |                |                |                |                |
| Mistrzostwa świata juniorów           | 13             | 10             | 7              | 5              |                |                |                |                |                |                |                |                |                |                |                |                |                |
| JGP Finał                             |                | 7              |                | 4              |                |                |                |                |                |                |                |                |                |                |                |                |                |
| JGP w Bułgarii                        |                |                |                | 2              |                |                |                |                |                |                |                |                |                |                |                |                |                |
| JGP w Czechach                        |                | 3              |                | 2              |                |                |                |                |                |                |                |                |                |                |                |                |                |
| JGP w Niemczech                       |                |                | 4              |                |                |                |                |                |                |                |                |                |                |                |                |                |                |
| JGP w Polsce                          |                | 2              |                |                |                |                |                |                |                |                |                |                |                |                |                |                |                |
| JGP we Włoszech                       |                |                | 4              |                |                |                |                |                |                |                |                |                |                |                |                |                |                |
| Krajowe                               |                |                |                |                |                |                |                |                |                |                |                |                |                |                |                |                |                |
| Mistrzostwa Ukrainy                   | 4 J            | 1 J            | 2              | 1              |                |                |                |                |                |                |                |                |                |                |                |                |                |

## Rekordy świata
Do sezonu 2017/2018
| Data                         | Punkty                  | Zawody                    | Uwagi |                         |
| Rekordy w nocie łącznej      | Rekordy w nocie łącznej | Rekordy w nocie łącznej   | Rekordy w nocie łącznej                                                                                   | Rekordy w nocie łącznej |
| ---------------------------- | ----------------------- | ------------------------- | --- | ----------------------- |
| 20 października 2013         | 237,71                  | Skate America 2013        | Rekord został pobity przez parę Alona Sawczenko / Bruno Massot na Mistrzostwach Świata 2018 (245,84 pkt). |                         |
| 27 września 2013             | 231,96                  | Nebelhorn Trophy 2013     | |                         |
| 15 marca 2013                | 225,71                  | Mistrzostwa Świata 2013   | |                         |
| Rekordy w programie krótkim  |                         |                           | |                         |
| 11 lutego 2014               | 84,17                   | Igrzyska Olimpijskie 2014 | Historyczny rekord świata przed sezonem 2018/2019.                                                        |                         |
| 17 stycznia 2014             | 83,98                   | Mistrzostwa Europy 2014   | |                         |
| 19 października 2013         | 83,05                   | Skate America 2013        | |                         |
| 26 września 2013             | 81,65                   | Nebelhorn Trophy 2013     | |                         |
| Rekordy w programie dowolnym |                         |                           | |                         |
| 20 października 2013         | 154,66                  | Skate America 2013        | Rekord został pobity przez parę Wenjing Sui / Cong Han na NHK Trophy 2017 (155,10 pkt).                   |                         |
| 27 września 2013             | 150,31                  | Nebelhorn Trophy 2013     | |                         |
| 15 marca 2013                | 149,87                  | Mistrzostwa Świata 2013   | |                         |

## Rekordy życiowe
Tetiana Wołosożar / Maksim Trańkow
| Historyczne rekordy życiowe przed sezonem 2018/2019 | Historyczne rekordy życiowe przed sezonem 2018/2019 | Historyczne rekordy życiowe przed sezonem 2018/2019 | Historyczne rekordy życiowe przed sezonem 2018/2019 | Historyczne rekordy życiowe przed sezonem 2018/2019 |
| Segment                                             | Data                                                | Punkty                                              | Zawody                                              | Uwagi                                               |
| --------------------------------------------------- | --------------------------------------------------- | --------------------------------------------------- | --------------------------------------------------- | --------------------------------------------------- |
| TSS                                                 | 20 października 2013                                | 237,71                                              | Skate America 2013                                  | Rekord świata do 22 marca 2018.                     |
| SP                                                  | 11 lutego 2014                                      | 84,17                                               | Igrzyska Olimpijskie 2014                           | Historyczny rekord świata przed sezonem 2018/2019.  |
| SP TES                                              | 17 stycznia 2014                                    | 45,66                                               | Mistrzostwa Europy 2014                             |                                                     |
| SP PCS                                              | 11 lutego 2014                                      | 38,71                                               | Igrzyska Olimpijskie 2014                           |                                                     |
| FS                                                  | 20 października 2013                                | 154,66                                              | Skate America 2013                                  | Rekord świata do 11 listopada 2017.                 |
| FS TES                                              | 20 października 2013                                | 77,35                                               | Skate America 2013                                  |                                                     |
| FS PCS                                              | 12 lutego 2014                                      | 77,83                                               | Igrzyska Olimpijskie 2014                           |                                                     |